# Corte Sacchetta
La Corte Sacchetta è una storica corte lombarda di Goito, in provincia di Mantova, situata alla periferia sud della città. È una delle numerose residenze di campagna appartenute ai Gonzaga di Mantova.
Fu edificata probabilmente alla fine del XVI secolo per volere del duca di Mantova Guglielmo Gonzaga come residenza estiva della famiglia e presentava parecchie sale affrescate, molte perdute nel tempo.